# Lydia (Luisiana)
Lydia es un lugar designado por el censo de la parroquia de Iberia, Luisiana, Estados Unidos. Según el censo de 2020, tiene una población de 892 habitantes.
En los Estados Unidos, un lugar designado por el censo (traducción literal de la frase en inglés census-designated place, CDP) es una concentración de población identificada por la Oficina del Censo exclusivamente para fines estadísticos.
En este caso se trata de una comunidad que depende, a todos los efectos prácticos, de la ciudad de Nueva Iberia.

## Geografía
Está ubicado en las coordenadas 29°55′35″N 91°46′53″O / 29.92639, -91.78139. Según la Oficina del Censo de los Estados Unidos, tiene una superficie de 4.41 km², correspondientes en su totalidad a tierra firme.

## Demografía
Según el censo de 2020, hay 892 personas residiendo en la zona. La densidad de población es de 202.27 hab./km². El 75.56% de los habitantes son blancos, el 13.12% son afroamericanos, el 0.56% son amerindios, el 3.14% son asiáticos, el 1.68% son de otras razas y el 5.94% son de una mezcla de razas. Del total de la población, el 4.71% son hispanos o latinos de cualquier raza.